# 千葉県道226号本納停車場線
千葉県道226号本納停車場線（ちばけんどう226ごう ほんのうていしゃじょうせん）は、千葉県茂原市の外房線本納駅と国道128号交点を結ぶ一般県道。

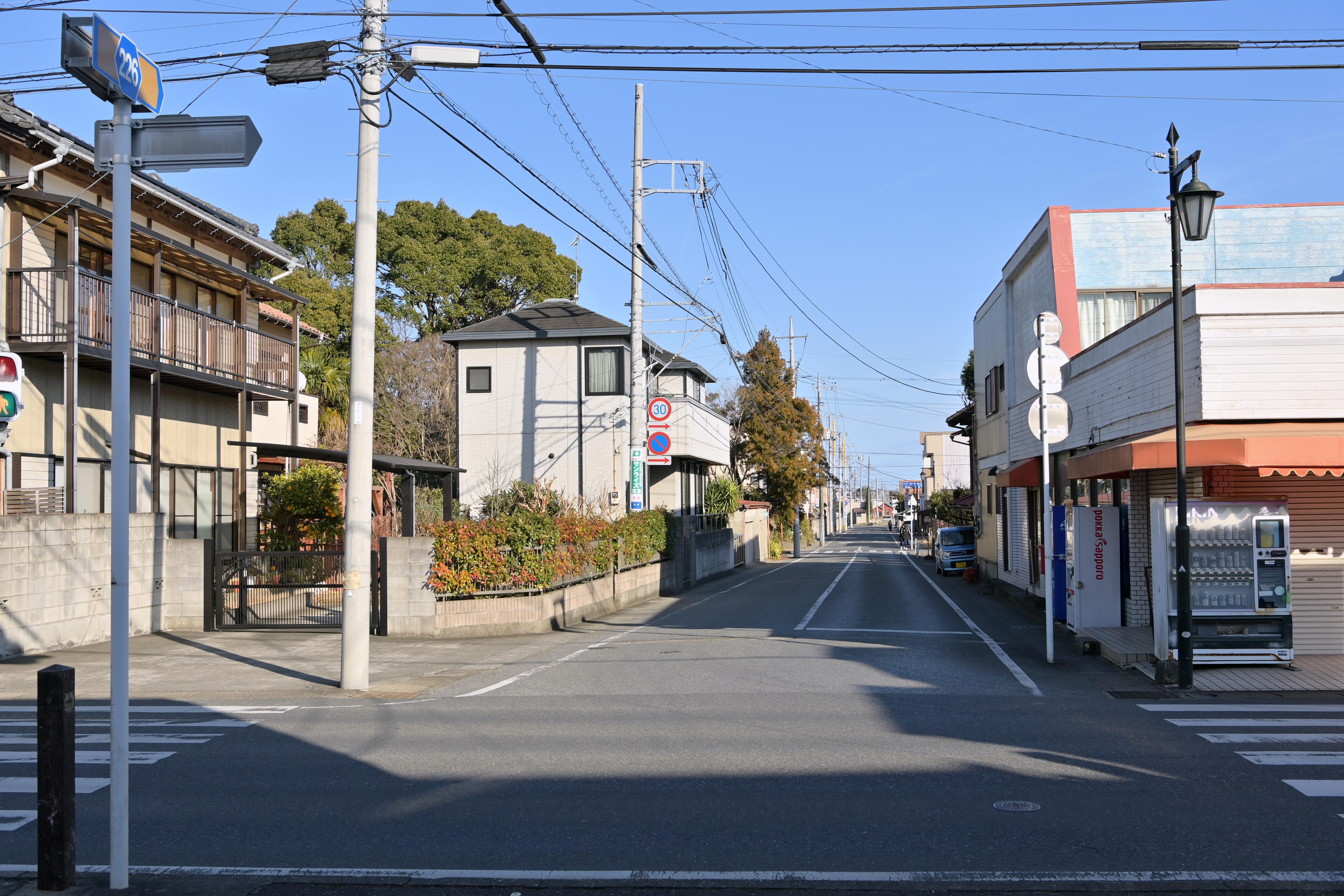
千葉県道226号本納停車場線
茂原市本納（2023年2月）

## 概要
- 起点：茂原市本納 外房線本納駅
- 終点：茂原市本納 本納交差点（国道128号交点）
- 総延長：1.110 km（長生土木事務所管内：1.110 km）
- 重用延長：なし（長生土木事務所管内：0.0 km）
- 実延長：1.110 km（長生土木事務所管内：1.110 km[1]）
- Googleマップ

## 通過する自治体
- 千葉県
  - 茂原市

## 交差・接続する道路
- 千葉県茂原市
  - 本納交差点（国道128号）

## 周辺の施設・地理
- 外房線 本納駅
- 公立長生病院